# هينريتش كرامر
هينريتش كرامر (بالألمانية: Heinrich Kramer)‏ هو كاتب ألماني، ولد في 1430 في سيليستات في فرنسا، وتوفي في 1505 في كروميشريش في التشيك.

## وصلات خارجية
- هينريتش كرامر على موقع الموسوعة البريطانية (الإنجليزية)